# Michal Šmíd
Michal Šmíd (ur. 10 października 1986 w Pradze) – czeski piłkarz grający na pozycji obrońcy. Od 2012 roku zawodnik Bohemians 1905.

## Kariera klubowa
Jego juniorskim klubem była Slavia Praga. W 2007 r. został piłkarzem Czeskich Budziejowic, w których grał do 2009 r., rozgrywając 12 spotkań. W 2009 r. przeszedł do Dukli. Od 2012 r. gra w innym czeskim klubie – Bohemians 1905.